# تفنگ‌ها بالا (فیلم ۲۰۲۵)
تفنگ‌ها بالا (انگلیسی: Guns Up) یک فیلم کمدی اکشن آمریکایی محصول سال ۲۰۲۵ به کارگردانی ادوارد دریک و با بازی کوین جیمز و کریستینا ریچی در کنار ماکسیمیلیان اوسینسکی، لوئیس گازمن و ملیسا لیو است.

## داستان
این فیلم داستان ری هیز یک پلیس سابق که به یک سرکرده مافیا تبدیل شده است را دنبال می‌کند که پس از خراب شدن آخرین کارش، باید خانواده‌اش را در امان نگه دارد.

## بازیگران
- کوین جیمز در نقش ری هیز
- کریستینا ریچی در نقش آلیس هیز
- ماکسیمیلیان اوسینسکی در نقش آنتونیو کاستیگان
- لوئیس گازمن در نقش ایگناتیوس لاک
- ملیسا لیو در نقش مایکل تمپل
- لئو ایستون کلی در نقش هنری هیز
- کیانا ماری در نقش سیوبان هیز
- تیموتی وی. مورفی در نقش لونی کستیگان
- جویی دیاز در نقش چارلی بروکس
- فرانسیس کرونین در نقش دنی کلوگان
- سولومون هیوز در نقش فورد هولدن

## تاریخ تولید و انتشار
در ماه مه ۲۰۲۳، کوین جیمز برای ایفای نقش اصلی در این فیلم انتخاب شد. فیلم تفنگ‌ها بالا از ژوئن تا ژوئیه ۲۰۲۳ در نیوجرسی فیلمبرداری شد. این فیلم توسط ملنیوم مدیا تهیه شده است.
در جریان اعتصاب انجمن نویسندگان آمریکا در سال ۲۰۲۳، ادوارد دریک، کارگردان و نویسنده، تغییراتی در فیلمنامه فیلم ایجاد کرد که به ادعای او مربوط به نقش او به عنوان کارگردان بود، نه به عنوان نویسنده. به دلیل قوانین وضع شده توسط انجمن کارگردانان آمریکا که توسط انجمن نویسندگان ممنوع شده بود، دریک در نهایت پس از یک جلسه انضباطی در ماه مه ۲۰۲۴ از انجمن نویسندگان اخراج شد.
در فوریه ۲۰۲۵، ورتیکال انترتینمنت حق پخش سینمایی فیلم را از شرکت میلنیوم در ایالات متحده، بریتانیا و ایرلند به دست آورد. این فیلم در ۱۸ ژوئیه ۲۰۲۵ در سینماهای ایالات متحده اکران شد.

## آرا و نظرات
تراویس هاپسون از منتقدان Punch Drunk نقد مثبتی به فیلم داد و بازی‌های جیمز و ریچی را ستود و آن را «کمدی-اکشن نادری که مرا غافلگیر کرد» نامید. در مقابل، پیتر سابچینسکی از راجرایبرت.کام نقد بسیار منفی به فیلم داد و آن را «یکی از آن فیلم‌هایی که آنقدر گیج‌کننده است که حتی هنگام تماشای آن، به سختی می‌توانید باور کنید که وجود دارد» و «کاملاً صفر» نامید.